# أحمد إنجين
أحمد إنجين (بالألمانية: Ahmet Engin) هو لاعب كرة قدم ألماني في مركز الوسط، ولد في 9 أغسطس 1996 في مويرس في ألمانيا. لعب مع نادي دويسبورغ.

## وصلات خارجية
- أحمد إنجين على موقع قاعدة بيانات كرة القدم.إي يو (الإنجليزية)
- أحمد إنجين على موقع بيانات كرة القدم. دي إي (الألمانية)
- أحمد إنجين على موقع Soccerway.com (الإنجليزية)
- أحمد إنجين على موقع عالم كرة القدم.نت (الإنجليزية)